# Роланд (регбійний клуб)
«Роланд» — український регбійний клуб з Івано-Франківська, створений 2008 року. Неодноразовий учасник чемпіонатів України з регбі та регбі-7. Переможець та призер національної першості у вищій лізі з регбі-7.

## Історія
Своїй появі та подальшому існуванню регбійний «Роланд» завдячує великому подвижнику цієї гри на Івано-Франківщині Михайлові Яремі. Саме він на початку ХХІ ст. провів кропітку практичну роботу з популяризації і розвитку регбі серед шкільної молоді обласного центру Прикарпаття, що врешті вилилося у створення дорослої команди.
З перших років свого існування «Роланд» намагався не виглядати статистом у турнірах різного рангу. Вже у 2010 році в Кривому Розі на фінальному етапі чемпіонату України з регбі-7 серед команд першої ліги команда сенсаційно стала його переможцем. Про те що цей успіх був не випадковим свідчать ще два клубних віце-чемпіонства поспіль у цих змаганнях в наступні роки. Крім того, «Роланд» став призером національної першості у вищій лізі з регбі-7: в 2013 році здобув золоті нагороди змагань, а в 2016 році — срібні. Як наслідок, прикарпатці отримали право в 2014 році стартувати в українській Суперлізі з регбі-7. Щоправда, з огляду на фінансові труднощі «Роланд» кінцівку згаданого турніру не дограв.
Водночас у біографії клубу були також успіхи в офіційних всеукраїнських змаганнях з класичного регбі-15. Зокрема, в сезоні-2014 іванофранківці стали віце-чемпіонами вищолігової першості.
У наступні роки через фінансову скруту «Роланд» не зміг похвалитися особливими здобутками в національних змаганнях. В свій доробок його спортсмени можуть хіба що занести скромні локальні перемоги у відкритих чемпіонатах Івано-Франківська з регбі-7 в 2017-2019 роках.
Протягом своєї історії «Роланд» не без успіху брав участь у кількох міжнародних турнірах.
У квітні 2012 року в польському Гданську івано-франківський клуб став срібним призером ІX-го «Кубка Балтики» з регбі-7. У фіналі українці поступилися литовському «Балтрексу».
6 травня 2012 року в рамках святкування 350-річчя Івано-Франківська у місті відбувся міжнародний турнір з регбі-7, у якому, крім українських клубів, змагалися також представники Молдови і Білорусі. У суперництві восьми команд «Роланд» фінішував другим, віддавши пальму першості кишинівському «ТУМу».
Весною 2013 року прикарпатці вдруге поспіль отримали запрошення позмагатися в «Кубку Балтики» з регбі-7. І як роком раніше, вони знову привезли додому з Гданська срібні нагороди. Тепер на заваді їхньому тріумфу у вирішальній зустрічі стали регбісти польської «Легії».
2-3 листопада 2013 року «Роланд» був учасником міжнародних змагань з регбі-7 на Кубок Франціска Скорини в Мінську. В одноколовому турнірі за участю місцевої команди «Вепри», «Варяга» з Великого Новгорода та «Роланда», підсиленого кількома гравцями тернопільського «Терена», перемогу святкували українці.
Сезон того ж таки 2013 року «Роланд» закривав 11 листопада турніром у Варшаві. В другому за ліком Кубку Незалежності Польщі з регбі-7 іванофранківці зайняли почесне 3-є місце, впевнено обігравши у вирішальному поєдинку варшавську «Легію» (роком раніше на цьому турнірі вони були 5-ми) .
Від 2020 року регбійний клуб «Роланд» призупинив свою участь у спортивних змаганнях різного рівня.

## Відомі гравці
- Віталій Кузнєцов — член національної збірної України[12]
- Віталій Мерінов